# Desfeiteira
A desfeiteira é uma denominação dada no Amazonas a uma das danças do fandango, de origem portuguesa e de caráter lúdico e humorístico, uma vez que envolve o pagamento de prendas.
Pares dançam pelo salão, devendo passar em frente à orquestra, formada por violões, flautas, cavaquinhos, e às vezes trombone. Assim que a música para, o par que ficou em frente da orquestra deve declamar um verso, sendo improvisado pelo cavalheiro. Caso não consiga ou erre, o par é variado e deve pagar uma prenda.